# Monumento a Umberto I (Roma)
Il Monumento a Umberto I è un monumento situato nei giardini di Villa Borghese, nel quartiere Pinciano di Roma. Venne ideato dallo scultore Davide Calandra nel 1914 per commemorare il secondo re d'Italia, Umberto I di Savoia.

## Storia
Questo fu l'ultimo monumento ad essere progettato da Davide Calandra, che vi lavorò fino alla sua morte nel 1915. Edoardo Rubino si occupò del grande basamento di granito decorato con dei fregi in stile Liberty e continuò i lavori dopo la morte di Calandra. Il monumento venne completato e inaugurato nel 1926 nel bel mezzo della pineta di Villa Borghese (che allora era dedicata proprio a Umberto I e che avrebbe ripreso il nome originale solo dopo la fine della monarchia). Il luogo fu scelto per la vicinanza con la Piazza di Siena, dove si svolgono le gare equine (e Umberto I amava i cavalli). Al museo dei Bozzetti di Pietrasanta si trova un frammento di un bozzetto per uno dei bassorilievi realizzati da Rubino.

## Descrizione

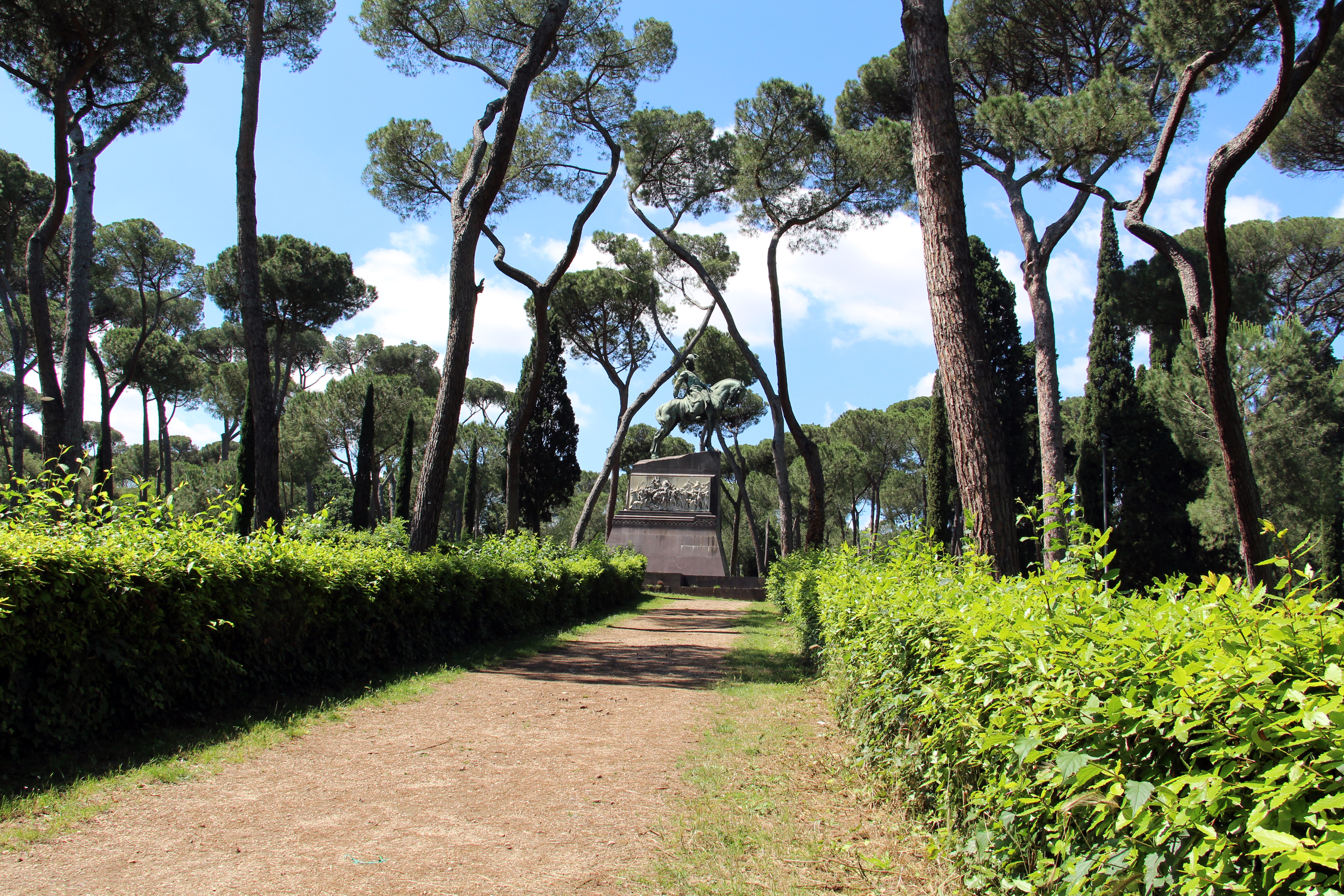
Il monumento visto dal Viale Gabriel García Márquez.

L'opera si trova in uno slargo quadrato situato nelle vicinanze del Viale dei Cavalli Marini e dal quale parte il Viale Gabriel García Márquez. Il sovrano è raffigurato a cavallo, in uniforme militare, ed è ritratto in maniera più composta rispetto alla statua equestre di Amedeo di Savoia, duca d'Aosta a Torino, scolpita dallo stesso Calandra nel 1902: se nel monumento torinese il cavallo di Amedeo alzava in aria le zampe anteriori con fare eroico, il destriero del monumento romano poggia diritte tutte e quattro le zampe a terra.
Sotto la statua equestre si trovano due leoni ai lati di una colonnina con la Lupa capitolina alla sua sommità, una figura velata e due bassorilievi, il Valore e la Pietà regale. La figura del Dolore (che potrebbe essere una personificazione dell'Italia che si copre il capo a lutto) richiama una figura basata sulla stessa allegoria personificata che Emilio Marsili aveva esposto alla prima Biennale di Venezia, nel 1895. Nel basamento di porfido della Val Camonica sono presenti due teste di Medusa che ricordano un gorgoneion, un simbolo apotropaico greco antico. Sempre nel porfido è anche presente una dedica al re.

## Galleria d'immagini

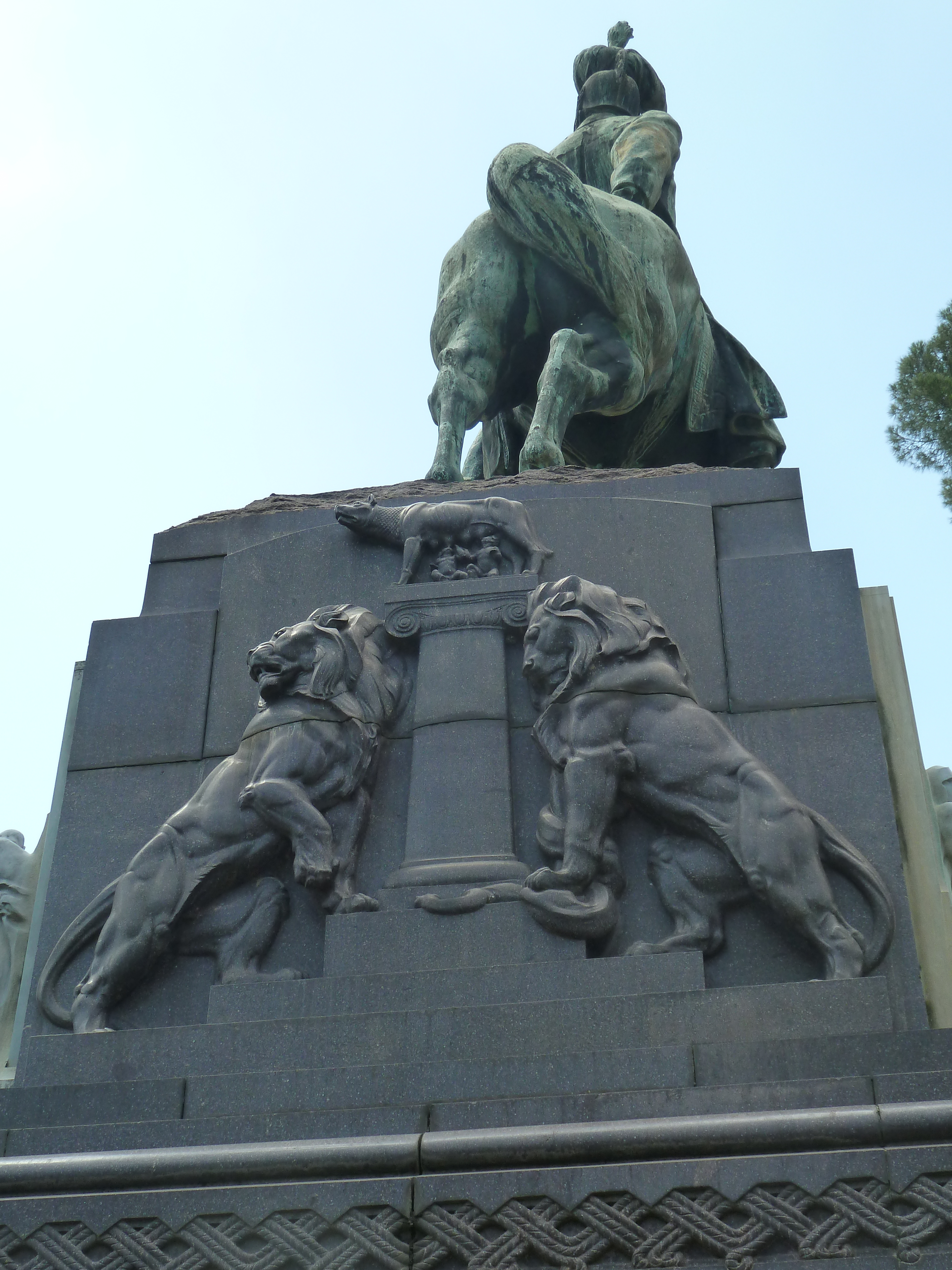
Un dettaglio dei due leoni e della colonnina.
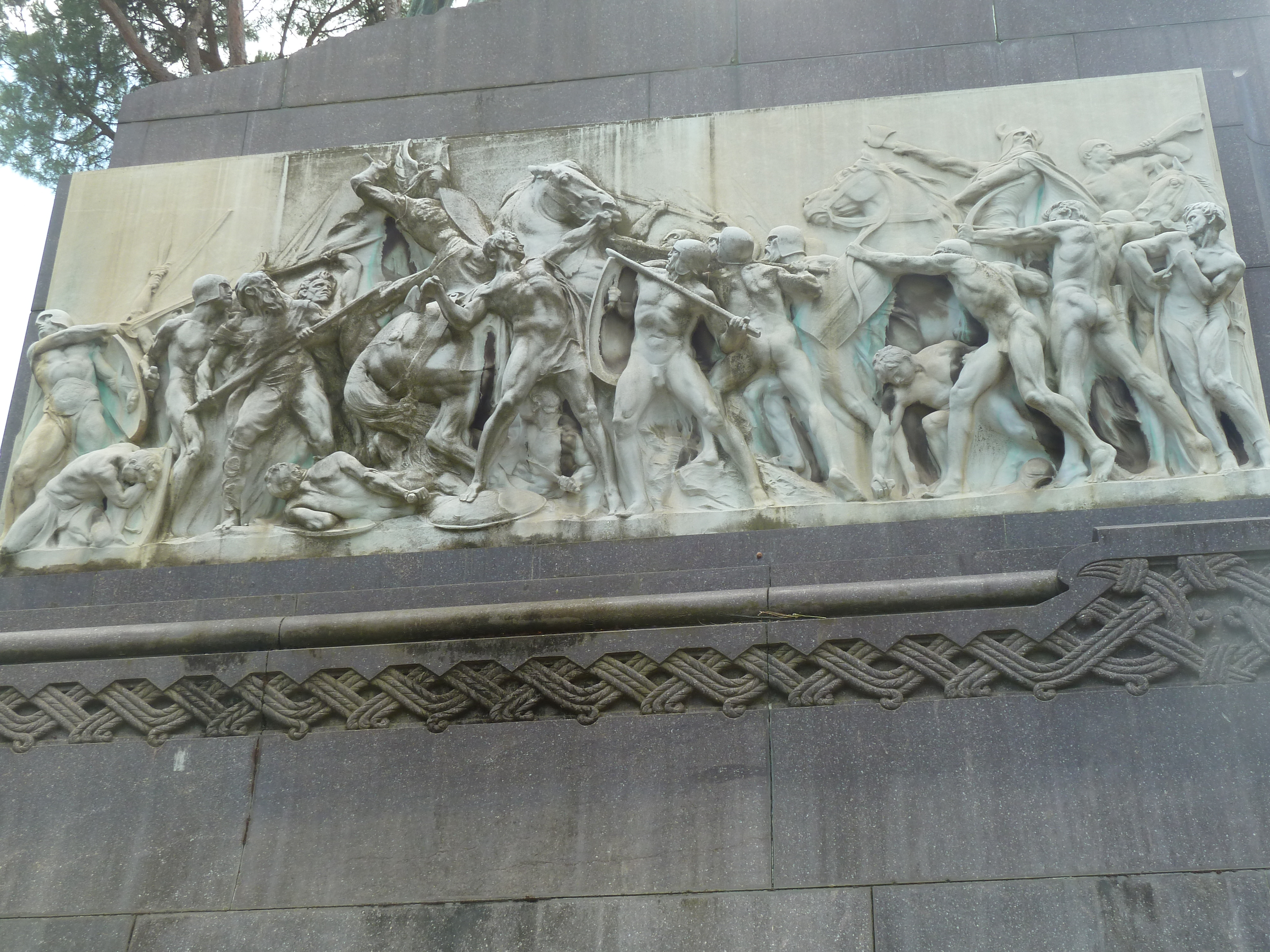
Un dettaglio del bassorilievo del Valore.
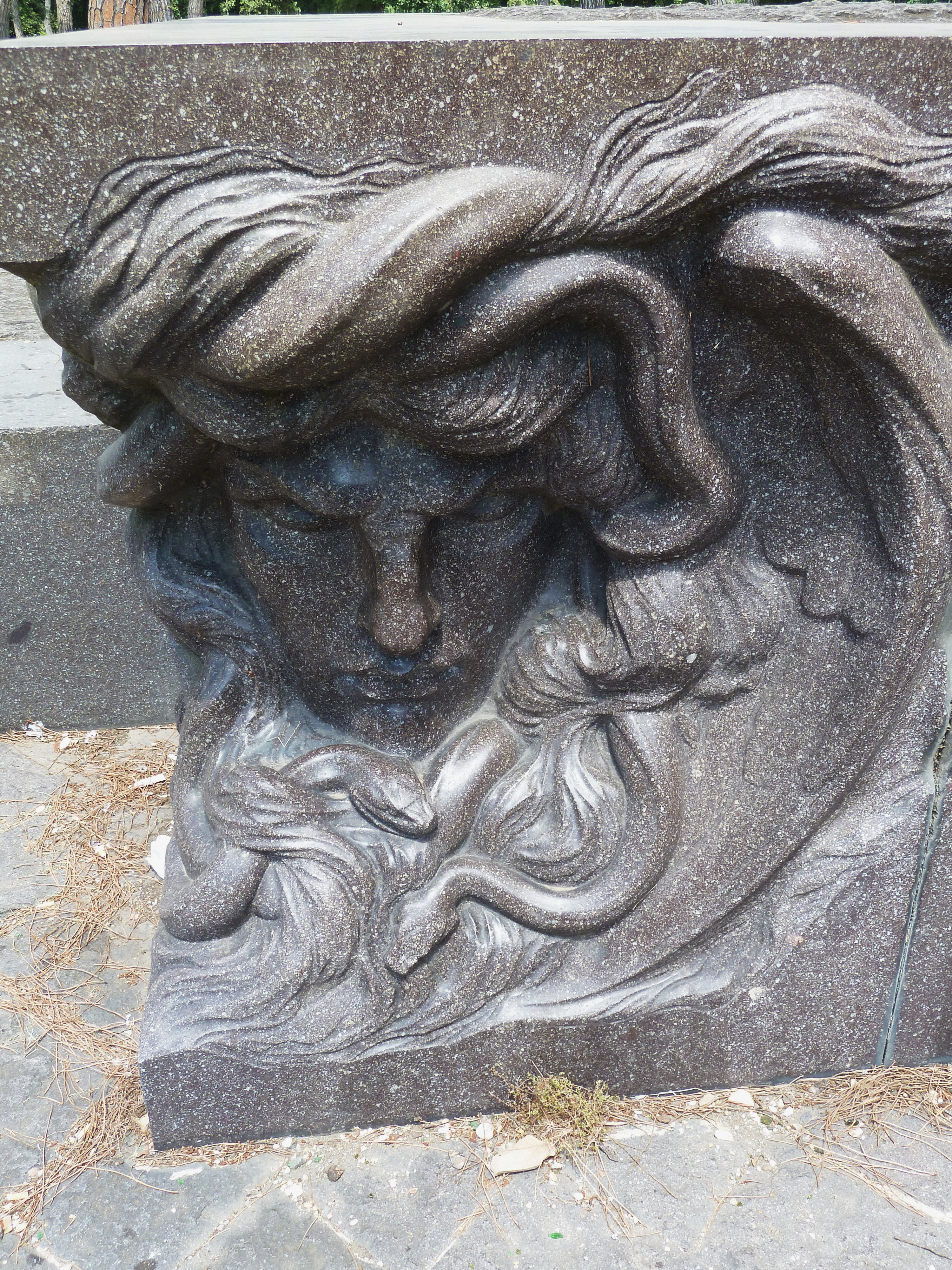
Una delle gorgoni del basamento.
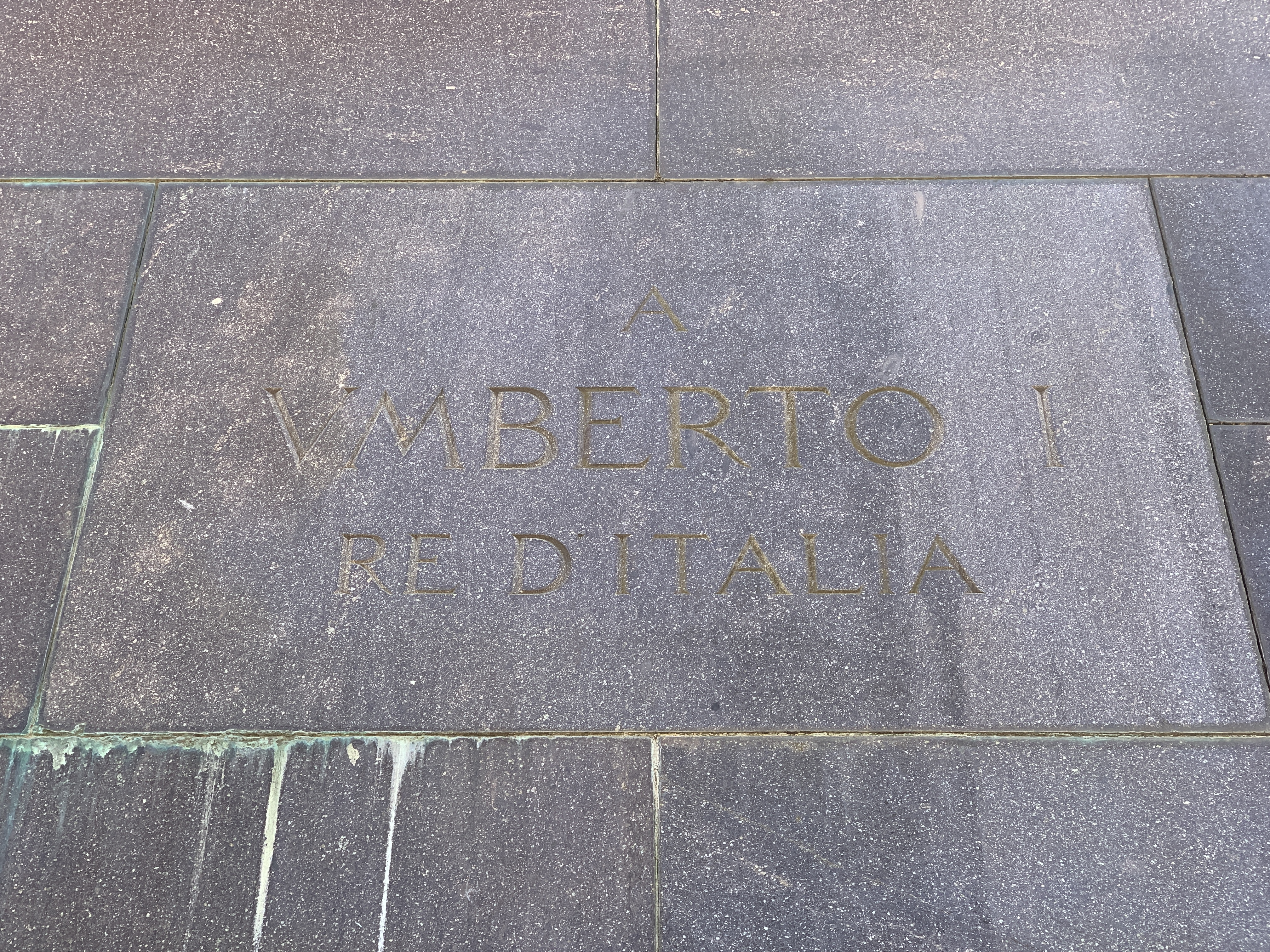
La dedica al re d'Italia.